# Elisa Ueberschär
Elisa Ueberschär (* 1989 in Gera) ist eine deutsche Film- und Theaterschauspielerin sowie Synchronsprecherin und Autorin.

## Leben
Elisa Ueberschär wurde 1989 in Gera (Thüringen) geboren und ist dort ebenfalls aufgewachsen. Ueberschär absolvierte 2012 das Schauspielstudium am Max Reinhardt Seminar in Wien, welches sie 2008 begann.
Ueberschär war von 2012 bis 2013 Mitglied der Wiener Singakademie und bekommt seit 2015 Gesangsunterricht bei Andreas Fischer in Stuttgart und Wien.
Sie spricht neben der Deutschen Sprache zudem noch Englisch und Französisch.

## Filmografie
- 2012: SOKO Donau (Fernsehserie, 1 Folge)
- seit 2017: Schloss Einstein (Fernsehserie)
- 2018–2020: Familie Dr. Kleist (Fernsehserie, 3 Folgen)
- 2021: SOKO Leipzig (Fernsehserie, 1 Folge)
- 2022: Spreewaldkrimi: Die siebte Person (Fernsehreihe, 1 Folge)
- 2023, 2025: Tierärztin Dr. Mertens (Fernsehserie, 2 Folgen)
- 2023: Die Mittagsfrau

## Theater
Theater Plauen-Zwickau 2013–2015:
- »Faust. Der Tragödie erster Teil« von Johann Wolfgang von Goethe, Rolle: Gretchen | Regie: Matthias Thieme
- »Draußen vor der Tür« von Wolfgang Borchert, Rolle: Mädchen | Regie: Volker Metzler
- »Was ihr Wollt« von William Shakespeare, Rolle: Olivia | Regie: Tim Heilmann
- »Die Verwandlung« von Franz Kafka, Rolle: Schwester | Regie: Tanja Krone

Freie Theaterprojekte 2016–2018:
- "Elektra – Klytaimnestra"; Regie: Anne Habermehl, Adk-Ludwigsburg
- "Die Ratlosen. Ein Versuch in dreieinhalb Akten" (HR), Regie: Max Schaufuss, Adk-Ludwigsburg
- "Die Widerspenstige" (Rolle: Katharina), Regie: Julia Prechsl, Masterarbeit Theaterakademie August Everding München
- "Hilde&Hilde" (Rolle: Brunhild, Kriemhild), Regie: Jasmin Schädler, Adk-Ludwigsburg
- "Frau mit Landschaft" (HR), Regie: Jasmin Schädler, Bachelorinszenierung Adk-Ludwigsburg

## Hörspiele und Features
- 2011: Ganze Tage, ganze Nächte (Rolle: Sie IV), Hörspiel, Max Reinhardt Seminar
- 2018: Bis wieder einer lacht. Feature Erzählerin, WDR3

## Werke
- von verlorenen Illusionen – Lesereihe als Erinnerung an Brigitte Reimann, eigene Produktion, Erfurt und Chemnitz 2018.